# Walter Hofmann (Politiker)
Walter Hofmann (* 6. Dezember 1939 in Neuses an der Regnitz) ist ein deutscher Politiker (CSU).
Hofmann besuchte die Volksschule und die landwirtschaftliche Berufsschule, danach zwei Wintersemester lang die landwirtschaftliche Fachschule in Forchheim sowie die Landvolkshochschule Burg Feuerstein. Er gehört verschiedenen Vereinen an.
1957 wurde Hofmann Mitglied der CSU. Er saß von 1982 bis 2003 im bayerischen Landtag. Dabei gewann er stets das Direktmandat im Stimmkreis Forchheim.